# Saint-Pierre-de-Clairac
Saint-Pierre-de-Clairac település Franciaországban, Lot-et-Garonne megyében. Lakosainak száma 871 fő (2022. január 1.). Saint-Pierre-de-Clairac Castelculier, Lafox, Puymirol, Saint-Caprais-de-Lerm, Saint-Jean-de-Thurac és Saint-Romain-le-Noble községekkel határos.

## Népesség
A település népessége az elmúlt években az alábbi módon változott:
| Lakosok száma | 399  | 527  | 635  | 802  | 871  | 889  | 865  | 844  | 845  | 871  |
|               | 1968 | 1982 | 1990 | 2006 | 2013 | 2015 | 2017 | 2019 | 2020 | 2022 |